# Союз української націоналістичної молоді
Союз української націоналістичної молоді (СУНМ) — об'єднання ідеологічних груп Галичини, з найсильнішою високошкільною групою у Львові й низкою конспіративних гуртків у середніх школах.
Поставши 1926 для ідеологічного вишколу, СУНМ перейшов до політичних дій та протибольшевицької активізації молоді. Голова й редактор органу Союзу «Смолоскипи» О. Боднарович; до проводу належали М. Добрянський-Демкович і Б. Кравців. Останній з радикалізацією настроїв у союзі став 1928 головою, а його співробітники заступниками — І. Габрусевич, С. Ленкавський і С. Охримович. СУНМ з двома подібними організаціями Чехо-Словаччини став базою Організації Українських Націоналістів.